# Matthias Brandt
Matthias Brandt, né le 7 octobre 1961 à Berlin-Ouest, est un acteur allemand. Depuis 1989, il est apparu dans environ soixante-dix films.

## Biographie

### Famille
Matthias Brandt est le plus jeune des trois fils de l'ancien chancelier allemand Willy Brandt et de sa femme d'origine norvégienne Rut.

## Filmographie partielle
| Année | Titre                                             | Rôle                  | Remarques         |
| ----- | ------------------------------------------------- | --------------------- | ----------------- |
| 2002  | Les grandes filles ne pleurent pas                | Jost                  |                   |
| 2003  | Dans l'ombre du pouvoir                           | Günter Guillaume      | téléfilm          |
| 2007  | Homologues[pas clair]                             | Georg Hoffmann        |                   |
| 2007  | Contergan                                         | Henrik Spiess         | téléfilm          |
| 2008  | Ma mère, ma mariée et moi                         | Erwin Kobarek         |                   |
| 2012  | 1937, un été en Allemagne                         | Voix off              | documentaire      |
| 2016  | Stefan Zweig: adieu à l'Europe                    | Ernst Feder           |                   |
| 2017  | Babylone Berlin                                   | August Benda          | séries télévisées |
| 2018  | Unterwerfung                                      | Rediger               | film télévisé     |
| 2018  | Transit                                           | Barkeeper / narrateur |                   |
| 2020  | Dark woods                                        | Thomas Bethge         | série télévisée   |
| 2023  | Le Ciel rouge (Roter Himmel) de Christian Petzold | Helmut                | long métrage      |